# Törökország az 1956. évi téli olimpiai játékokon
Törökország az olaszországi Cortina d’Ampezzóban megrendezett 1956. évi téli olimpiai játékok egyik részt vevő nemzete volt. Az országot az olimpián 1 sportágban 4 sportoló képviselte, akik érmet nem szereztek.

## Alpesisí
Férfi
| Versenyző         | Versenyszám      | 1. futam | 1. futam | 2. futam | 2. futam | Összesítés | Összesítés |
| Versenyző         | Versenyszám      | Idő      | Hely.    | Idő      | Hely.    | Idő        | Helyezés   |
| ----------------- | ---------------- | -------- | -------- | -------- | -------- | ---------- | ---------- |
| Muzaffer Demirhan | Lesiklás         |          |          |          |          | 3:52,2     | 33.        |
| Muzaffer Demirhan | Műlesiklás       | kizárták | kizárták | kiesett  | kiesett  | kiesett    | kiesett    |
| Muzaffer Demirhan | Óriás-műlesiklás |          |          |          |          | 3:44,2     | 49.        |
| Mahmut Eroğlu     | Műlesiklás       | kizárták | kizárták | kiesett  | kiesett  | kiesett    | kiesett    |
| Mahmut Eroğlu     | Óriás-műlesiklás |          |          |          |          | kizárták   | kizárták   |
| Zeki Şamiloğlu    | Műlesiklás       | kizárták | kizárták | kiesett  | kiesett  | kiesett    | kiesett    |
| Zeki Şamiloğlu    | Óriás-műlesiklás |          |          |          |          | 4:16,6     | 77.        |
| Osman Yüce        | Lesiklás         |          |          |          |          | kizárták   | kizárták   |
| Osman Yüce        | Műlesiklás       | kizárták | kizárták | kiesett  | kiesett  | kiesett    | kiesett    |
| Osman Yüce        | Óriás-műlesiklás |          |          |          |          | 3:59,4     | 63.        |

* - egy másik versenyzővel azonos eredményt ért el